# Ilha de Sveti Đorđe
Sveti Đorđe Island (em montenegrino: Острво Свети Ђорђе) é um dos dois ilhéus ao largo da costa de Perast, na Baía de Kotor, em Montenegro (o outro é Gospa od Škrpjela).  A ilhota e o mosteiro beneditino que alberga integram o sítio Região Natural e Histórico-Cultural de Kotor, inscrito desde 1979 na lista do Património Mundial da UNESCO.

## Descrição
Ao contrário do ilhéu de Gospa od Škrpjela, o ilhéu de  Sveti Đorđe é uma ilha natural. Uma pequena ação teve lugar durante o Cerco de Cattaro, em 14 de outubro de 1813, quando a ilha, ao tempo controlada pelos franceses, foi capturada por uma força naval britânica e siciliana. 
A ilha alberga o mosteiro beneditino de São Jorge, construído no século XII, e o antigo cemitério da nobreza de Perast e de toda a baía de Kotor. Poderá ter servido de inspiração para o quadro A Ilha dos Mortos do pintor simbolista Arnold Böcklin.

## Galeria

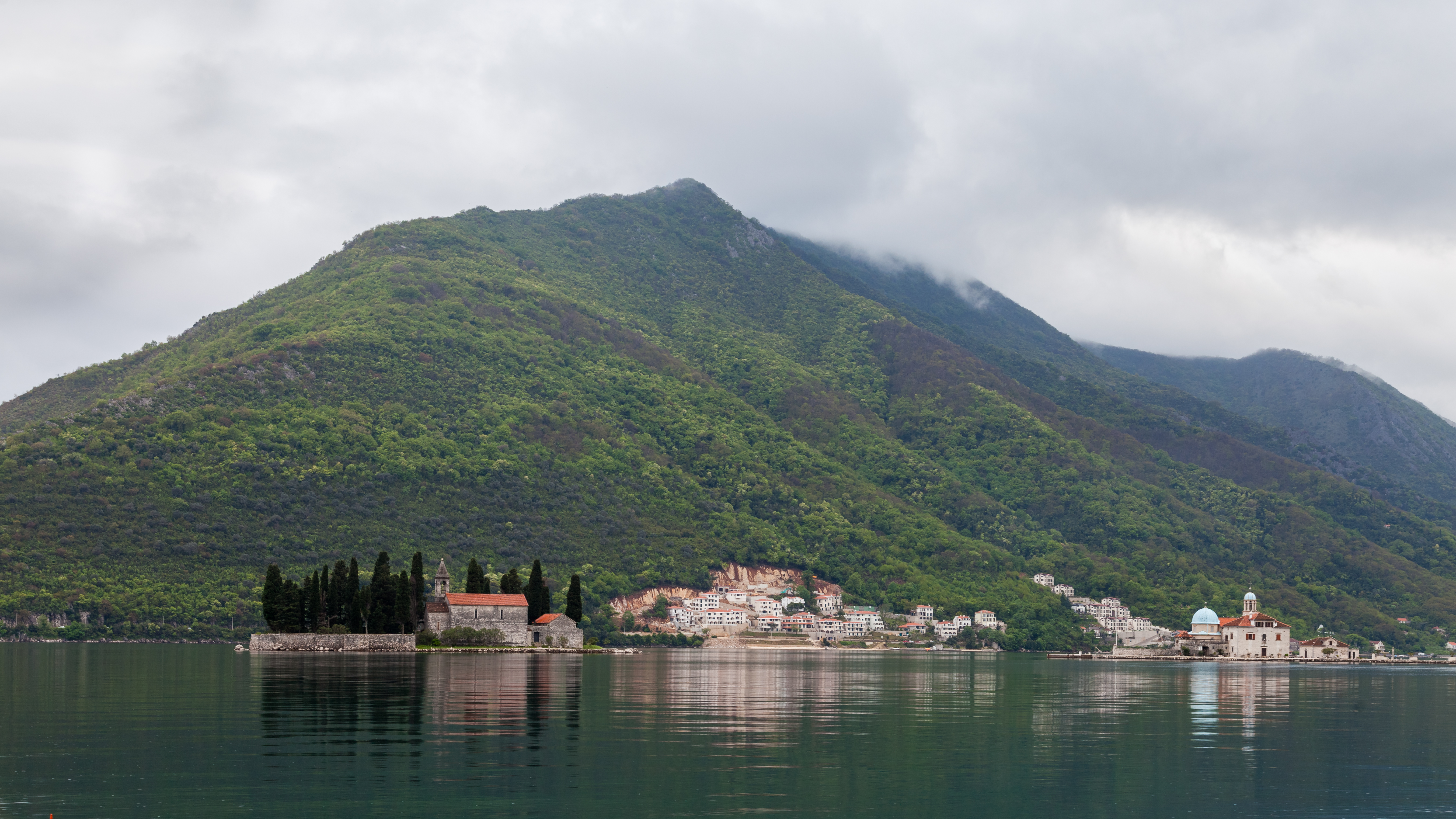
Sveti Đorđe na Baía de Kotor (à esquerda).
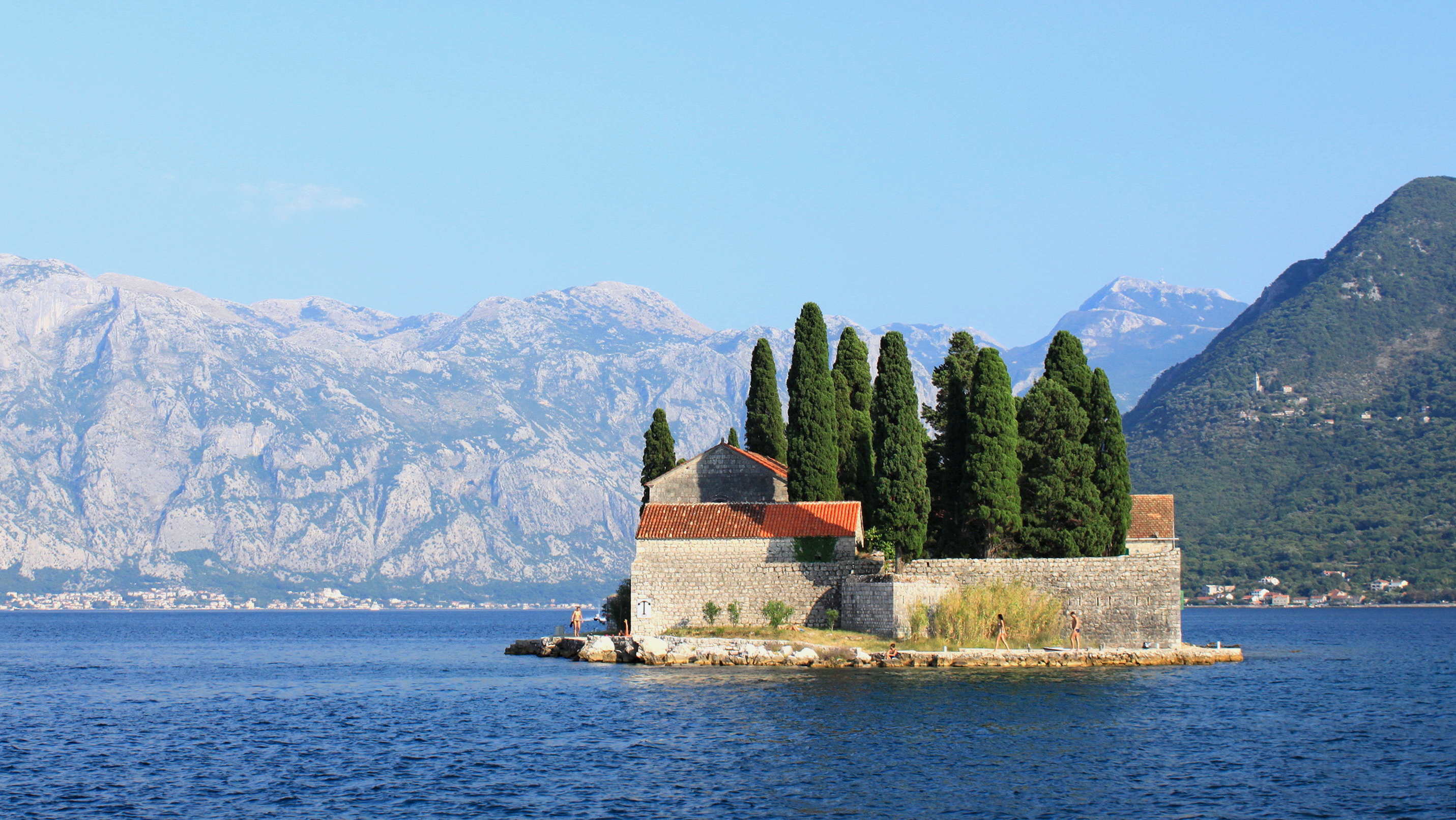
Ilha de São Jorge (Sveti Đorđe).